# Paratyndaris grassmani
Paratyndaris grassmani es una especie de escarabajo barrenador metálico del género Paratyndaris, de la familia Buprestidae, orden Coleoptera.

## Distribución
Se distribuye por la ecozona del Neártico.

## Taxonomía
Fue descrita por Parker en 1947 y publicada en Parker F. H. A new Paratyndaris from Arizona (Coleoptera, Buprestidae). Bulletin of the Brooklyn Entomological Society 42:31-33. (1947).